# Międzynarodowa Komisja Rybołówstwa Morza Bałtyckiego
Międzynarodowa Komisja Rybołówstwa Morza Bałtyckiego (ang. International Baltic Sea Fishery Commission – IBSFC) – regionalna organizacja powołana do zarządzania rybołówstwem na Morzu Bałtyckim i w cieśninach Bełt, działająca w latach 1974–2005.
Organizację powołano w 1974 na mocy Konwencji o rybołówstwie i ochronie żywych zasobów w Morzu Bałtyckim i Bełtach (Konwencja Gdańska). Swoją działalność zakończyła 31 grudnia 2005 na skutek wycofania się z niej Unii Europejskiej.